# Tasman Nankervis
Tasman Nankervis, né le 23 juin 1995, est un coureur cycliste australien. Durant sa carrière, il participe à des compétitions en VTT, sur route en cyclo-cross et en gravel.

## Biographie
Tasman Nankervis est originaire de Strathfieldsaye, une banlieue de la Ville du grand Bendigo. Il s'initie au cyclisme durant son enfance en compagnie de son frère aîné Russell, qui a lui aussi pratiqué ce sport,. Spécialisé dans le VTT, il participe notamment aux championnats du monde juniors en 2012. Il remporte ensuite le championnat d'Australie de cross-country en 2017, dans la catégorie des espoirs. 
En 2018, il s'impose sur une étape de l'Intelligentsia Cup, disputée aux États-Unis. Quatre ans plus tard, il se classe deuxième du Tour de Bright. Il obtient également de bons résultats en cross-country marathon. Dans cette dernière discipline, il devient vice-champion national à plusieurs reprises chez les élites. Il commence aussi à exercer le métier d'entraîneur pour des coureurs cyclistes, sans toutefois abandonner la compétition.    
Lors de la saison 2024, il s'adjuge la médaille d'argent dans le cross-country marathon aux championnats d'Océanie. Il finit par ailleurs troisième du championnat d'Australie de cyclo-cross. 

## Palmarès en VTT

### Championnats d'Océanie
- 2024
  -  Médaillé d'argent du cross-country

### Championnats nationaux
- 2016
  - 2e du championnat d'Australie de cross-country espoirs
  - 2e du championnat d'Australie de cross-country marathon
- 2017
  -  Champion d'Australie de cross-country espoirs
- 2018
  - 2e du championnat d'Australie de cross-country marathon
- 2022
  - 2e du championnat d'Australie de cross-country marathon
- 2023
  - 2e du championnat d'Australie de cross-country marathon
- 2025
  - 2e du championnat d'Australie de cross-country short track

## Palmarès sur route

### Par année
- 2018
  - 7e étape de l'Intelligentsia Cup
- 2022
  - 2e du Tour de Bright

### Classements mondiaux
| Année            | 2021 | 2022 |
| ---------------- | ---- | ---- |
| UCI Oceania Tour | 90e  | 114e |

## Palmarès en cyclo-cross
- 2024-2025
  - 3e du championnat d'Australie de cyclo-cross
- 2025-2026
  - Ballarat CX, Ballarat

## Palmarès en gravel
- 2023
  - Seven Gravel Race
- 2024
  - RADL GRVL[6]
- 2025
  - 2e du RADL GRVL